# Turiaçu (kommun)
Turiaçu är en kommun i Brasilien.   Den ligger i delstaten Maranhão, i den nordöstra delen av landet, 1 600 km norr om huvudstaden Brasília. Antalet invånare är 33 956.
Följande samhällen finns i Turiaçu:
- Turiaçu

I omgivningarna runt Turiaçu växer i huvudsak städsegrön lövskog. Runt Turiaçu är det glesbefolkat, med 13 invånare per kvadratkilometer.